# 23406 Kozlov
23406 Kozlov este un asteroid din centura principală de asteroizi.

## Descriere
23406 Kozlov este un asteroid din centura principală de asteroizi. A fost descoperit pe 23 august 1977 la Observatorul de Astrofizică din Crimeea de Nikolai Cernîh. Asteroidul prezintă o orbită caracterizată de o semiaxă mare de 2,36 ua, o excentricitate de 0,24 și o înclinație de 1,1° în raport cu ecliptica.